# Enderleinphora hansoni
Enderleinphora hansoni är en tvåvingeart som beskrevs av Ronald Henry Lambert Disney 2004. Enderleinphora hansoni ingår i släktet Enderleinphora och familjen puckelflugor.
Artens utbredningsområde är Costa Rica. Inga underarter finns listade i Catalogue of Life.